# Vojtěch Chajda
Vojtěch Chajda (17. září 1906 Přerov – říjen 1993) byl český a československý politik Československé strany socialistické a poúnorový poslanec Národního shromáždění ČSSR.

## Biografie
Narodil se v rodině žehlíře prádla v Přerově Vojtěcha Chajdy (1883–??) a jeho manželky Anny, rozené Bartlové (1881–??). Dne 20. září 1930 se v Přerově oženil s Leopoldinou Pasekovou (1908–??).
Po roce 1945 se angažoval v tehdejší Československé národně socialistické straně. V ní setrval i po únoru 1948, kdy se proměnila na Československou stranu socialistickou. Obhajoval to jako jedinou možnost, jak, byť v omezených podmínkách, zachovat její existenci. Působil v Přerově v učitelských kruzích.
Ve volbách roku 1960 byl zvolen za ČSS do Národního shromáždění ČSSR za Severomoravský kraj. V parlamentu setrval až do konce volebního období parlamentu, tedy do voleb roku 1964.